# 추암오토캠핑장
추암오토캠핑장은 추암해수욕장에 위치한 캠핑장이다.

## 개요
강원도 동해시 북평동에 위치한 추암해수욕장의 캠핑장으로, 자동차캠핑장, 일반캠핑장으로 구성되어 있다.

## 이용시간/요금
- 입·퇴실시간 : 입실 14:00 ~ 20:00까지 / 퇴실 12:00까지
- 샤워장 운영시간 : 오전 08:00 ~ 22:00

| 시설         | 성수기   | 비수기(평일) | 비수기(주말) | 비고                          |
| ------------ | -------- | ------------ | ------------ | ----------------------------- |
| 자동차캠핑장 | 45,000원 | 22,000원     | 27,000원     | 전기사용, 취사장, 샤워장 사용 |
| 일반캠핑장   | 36,000원 | 15,000원     | 22,000원     | 전기사용, 취사장, 샤워장 사용 |

## 교통

### 위치
(25790)강원도 동해시 촛대바위길 28

### 시내버스
161번 추암해수욕장 (하차) 

## 같이 보기
- 동해시
- 추암해수욕장